# Эстерхази, Фердинанд
Шарль Мари Фердинанд Вальсен Эстерхази (фр. Charles Marie Ferdinand Walsin Esterhazy; 16 декабря 1847 — 21 мая 1923) — офицер французской армии с 1870 до 1898 год. Приобрел широкую известность как германский шпион и фактический виновник преступления, за которое в 1894 году был осуждён капитан Альфред Дрейфус.
После того как доказательства против Эстерхази были обнаружены и обнародованы, состоялся закрытый военный суд, на котором была совершена попытка его оправдать и официально признать невиновным. Согласно ревизионистской теории, однако, есть утверждения, что Эстерхази был двойным агентом, работающим на французскую контрразведку. Это во многом объясняет тот уровень защиты, который был ему предоставлен. Верховное командование действовало, связывая поддержку собственного авторитета с отстаиванием вины Дрейфуса и отрицанием агентурного прошлого Эстерхази.
Эстерхази уволился из вооружённых сил в звании майора в 1898 году, вероятно, под давлением определённых сил руководства и бежал через Брюссель в Великобританию, где жил в деревне Харпенден в Хартфордшире до самой смерти в 1923 году.

## Биография

### Родословная
Шарль Мари Фердинанд Вальсен Эстерхази родился в Париже во Франции в семье генерала Фердинанда Вальсена Эстерхази, который отличился на посту командира дивизией в Крымской войне. Он унаследовал видную венгерскую фамилию Эстерхази через деда по отцовской линии (купец Наймс). Эта ветвь Эстерхази обосновалась во Франции в конце XVII века, её представители принимали участие в организации полков гусар.

### Молодость и военная карьера
Шарль Фердинанд Эстерхази осиротел в раннем возрасте. После непродолжительного обучения в лицее Бонапарта в Париже он пытался поступить в военную школу в Сент-Сире. В 1865 году исчез. В этот период отсутствует информация о его деятельности и пребывании. В 1869 вновь появился и поступил на службу в Легион Антиба (это были французские добровольцы, состоящие на службе Папы Римского Пия IX, известного своим последовательным преследованием евреев).

### Франко-прусская война
В июне 1870 года влияние его дяди позволило Эстерхази стать уполномоченным во французском иностранном легионе. Такое назначение было странным и необычным, поскольку это не было принятым в то время повышением после службы в качестве унтер-офицера или после окончания военного училища. Однако начало франко-прусской войны в июле сыграло ему на руку, что исключило любое действие, которое могли предпринять против него. Он получает титул графа, на который у него не было прав.
Воспользовавшись нехваткой офицеров после сражения у Седана, Эстерхази проходит службу сначала как лейтенант, затем в должности капитана. Он служил офицером пехоты в кампаниях Луары и Юры. После того как мир был объявлен, остался в армии.

### Послевоенная карьера
Между 1880 и 1882 годами Эстерхази, служа в военной части контрразведки, занимается переводами с немецкого языка на французский. Здесь он знакомится с майором Анри и подполковником Сэндэрром, которые впоследствии стали ключевыми фигурами в деле Дрейфуса. Затем Эстерхази работает во французском военном министерстве. Он никогда не появлялся в своем полку в Бове и в течение пяти лет вел разгульную жизнь в Париже, в результате чего вскоре растратил свое небольшое состояние.
В 1882 году Эстерхази в составе экспедиции отправляется в Тунис. В то время он работал в разведывательном отделе, затем в департаменте по делам коренных регентств. По собственной инициативе он в официальных документах говорит о своих «подвигах во время войны». Позже это было признано ложью.
Возвратившись во Францию в 1885 году, Эстерхази долгое время находится в гарнизоне в Марселе. Оставшись без денег, в 1886 году он женился, но вскоре пустил по ветру и приданое своей жены. В 1888 году она была вынуждена потребовать раздела имущества.
В 1892 году, благодаря хлопотам генерала Соссира, Эстерхази удается получить назначение в семьдесят четвёртый полк в Руане. Оказавшись в окрестностях Парижа, он возобновляет жизнь, полную спекуляций и неправды. Промотав наследство, Эстерхази пытается восстановить свое состояние в игорных домах и на фондовой бирже; зажатый со всех сторон кредиторами, он прибегает к чрезвычайным мерам.
После дуэли с Дрюмоном в 1892 году, как утверждал сам Эстерхази, высшие по званию военнослужащие стали хуже к нему относиться, ссорились с ним. Он сочинял ложные письма, угрожал убить себя и своих детей. Через Зэдока Кана, главного раввина Франции, Эстерхази обращается за помощью к Ротшильду и получает её (июнь 1894 года). Это не мешает ему быть в хороших отношениях с редакторами антисемитской газеты «Свободное слово», которой он поставляет информацию.
Для офицера, чья биография была столь неоднозначна, военное продвижение Эстерхази было удивительно быстрым: лейтенант в 1874, капитан в 1880, высокая награда в 1882, майор в 1892 гг. Отчеты о нём были вообще превосходны.
Тем не менее, он считал себя обиженным. Свои письма всегда начинал с упреков и обвинений в адрес руководства. Его отрицательные письменные комментарии о французской армии, о Франции, которой он предсказывал и даже желал новые бедствия, были полны злобы.

## Дело Дрейфуса
Дело Дрейфуса было начато в сентябре 1894 года. Офисный уборщик немецкого посольства в Париже, который одновременно был также агентом французской военной разведки, нашел рукописную записку (широко известную как «бордеро» — опись), очевидно, написанную безымянным французским офицером, предлагающим немецкому посольству различные секретные военные документы.
В армии в качестве предполагаемого предателя в октябре 1894 года был выбран капитан Альфред Дрейфус. Подозрение, как предполагают, упало на Дрейфуса, главным образом, потому что он был для всех посторонним и как еврей, и как эльзасец. Официальные доказательства против него строились всецело на утверждении, что его почерк соответствует почерку, использованному в описи. Он был осуждён и лишён воинского звания во время публичной церемонии, затем отправлен в исправительную колонию на остров Дьявола (Иль-дю-Диабль), расположенный недалеко от берега Французской Гвианы.
В 1896 году подполковник Пикар, новый глава службы разведки, обнаружил письмо, посланное Шварцкоппеном к Эстерхази. После сравнения почерка письма Эстерхази и описи он убедился в том, что в преступлении, за которое был осуждён Дрейфус, виновен Эстерхази.
В 1897 году после бесплодных усилий убедить начальников отнестись к новым доказательствам серьезно, встретив только отпор и желание заставить его замолчать, Пикар предоставил подтверждение своих слов адвокатам Дрейфуса. Они начали кампанию, чтобы отдать Эстерхази под суд. В 1898 году Эстерхази обнародовал письма, в которых он выражал свою ненависть к Франции и свое презрение к армии. Однако Эстерхази был всё ещё защищён высшим руководством, которое не хотело суда.
Чтобы оправдаться, Эстерхази настоял на французском военном суде за закрытыми дверьми (10—11 января 1898). Он был оправдан судебным решением, после которого вновь появились в антисемитской прессе обвинения против Дрейфуса и начались антисемитские беспорядки в Париже.
13 января 1898 года Эмиль Золя издал известное эссе «Я обвиняю», в котором знаменитый писатель обвинил французское правительство в антисемитизме, особенно подчеркнув несправедливость военного трибунала и заключения в тюрьму Дрейфуса.
Эстерхази был тихо отправлен на военную пенсию в звании майора. 1 сентября 1898 года он сбрил усы и бежал через Брюссель из Франции в относительно безопасное Соединённое Королевство. Из Милтон-Роуд в деревне Харпендене он продолжил публиковаться в антисемитских газетах, таких как «Свободное слово», до самой смерти в 1923 году. Он похоронен на кладбище Святого Николаса в деревне Харпендене под именем Жана де Вуалемона. Надгробный камень был установлен вскоре под вымышленным именем и с ложной датой рождения с надписью от Шелли: «Он высоко взлетел под тенью нашей ночи».

## Записка («бордеро»), которая стала причиной появления дела Дрейфуса
Французский историк Жан Дуаз поддерживал гипотезу ревизионистов, что Эстерхази, возможно, был французским двойным агентом, притворяющимся предателем, чтобы снабжать дезинформацией немецкую армию. Дуаз не был первым, кто исследовал гипотезу об использовании Эстерхази как двойного агента: в более ранних сочинениях Мишеля де Ломбарэ и Анри Жискара д’Эстена, ссылаясь на различные детали, были попытки аргументировать свою позицию о положении Эстерхази. Согласно Дуаз, горечь слов Эстерхази и полное отсутствие патриотических чувств, наряду с его отличным знанием немецкого языка, были качествами, которые помогали ему изображать нераскаявшегося предателя.
В Тунисе Эстерхази сблизился с немецким военным атташе. В 1892 году он был объектом обвинения, сделанного главе штата, генералу Бро. В 1893 году он вошёл (или, если верить объяснениям ревизионистов, симулировал свою лояльность, чтобы войти), в окружение Макса фон Шварцкоппена, немецкого военного атташе в Париже.
Согласно более поздним сведениям, он получал от немецкого атташе ежемесячную пенсию в размере 2,000 марок (480$). В свою очередь, Эстерхази предоставлял ему информацию (или, как утверждается, дезинформацию) об артиллерии.
Эстерхази впоследствии говорил, что получил свою информацию от майора Анри, который был его товарищем во французской военной части контрразведки военного министерства в 1876. Однако Анри, ограниченный пределами своей службы, едва ли располагал знаниями о деталях по техническим вопросам. Главным архитектором кампании по распространению дезинформации, как утверждают, был полковник Сэндэрр, глава французской военной контрразведки.
Отсутствие значимости материала, предоставленного Эстерхази, скоро стало столь очевидным, что Паниццарди, итальянский военный атташе, которому Шварцкоппен передал сведения без разглашения имени осведомителя, начал сомневаться в его квалификации как офицера. Чтобы убедить атташе, Эстерхази было необходимо показать себя в лучшей форме.
Печально известный документ или «бордеро» (записка, опись), основная улика в деле Дрейфуса, был изъят и восстановлен из мусорной корзины в немецком посольстве уборщиком, который состоял на службе во французской военной контрразведке. Документ был разорван, но затем легко соединён из кусочков. Это было письмо без подписи, в котором перечислялись секретные французские документы, которые могли бы быть предоставлены немцам, в том числе отчёт о новой французской 120-миллиметровой гаубице [Canon de 120C модель 1890 Baquet] и её гидравлическом возвратном механизме, а также документация по организационной структуре французской полевой артиллерии.
Фактически, однако, французская армия уже отклонила 120-миллиметровую модель как неработоспособную. Началось развитие революционной (для своего времени) 75-миллиметровой полевой пушки. Таким образом, есть предположение, что документ был разработан, чтобы препятствовать немцам узнать о новой системе оружия — французской 75-миллиметровой пушке.
Исторические ревизионистские теории, предполагающие, что Эстерхази просто симулировал шпионскую деятельность, спорны (и считаются неверными), поскольку они отрицают конкретные доказательства, что Эстерхази был шпионом против Франции. Тем не менее, в своих отчётах Эстерхази признаётся, что он «действительно был шпионом Германии». Не подлежит сомнению, что именно Эстерхази был настоящим автором записки. Существуют его собственные признания, что это он составил записку, спровоцировавшую дело, по которому был ложно обвинён Альфред Дрейфус.